# Efeito Ramsauer-Townsend

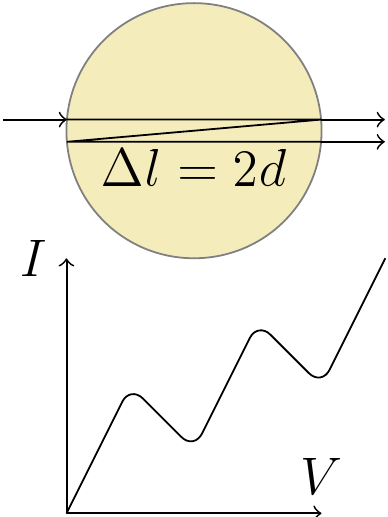
Diagrama sobre o efeito Ramsauer-Towsend. O círculo amarelo em cima representa um átomo.

O efeito Ramsauer-Townsend, por vezes chamado simplesmente efeito Ramsauer, é um fenômeno físico envolvendo espalhamento de elétrons de baixa energia por átomos de um gás nobre. Visto que sua explicação requer a teoria ondulatória da mecânica quântica, ela demonstra a necessidade de teorias físicas mais sofisticadas do que as da mecânica newtoniana.
Esse fenômeno recebe esse nome em referência a Carl Ramsauer (1879-1955) e John Sealy Townsend (1868-1957), que independentemente estudaram a colisão entre átomos e elétrons de baixa energia no começo da década de 1920.

## Descrição
Se tentarmos prever a probabilidade de colisão usando o modelo clássico que trata o elétron e átomo como esferas duras, concluímos que a probabilidade de colisão deverá diminuir monotonicamente com o aumento da energia de elétrons. No entanto, Ramsauer e Townsend observaram que para elétrons de baixa movimentação no argônio, criptônio ou xenônio, a probabilidade de colisão entre os elétrons e átomos de gás possui um valor mínimo para elétrons com uma determinada quantidade de energia cinética (cerca de 0,7 volts eletrônica para xenônio gás). Este é o efeito Ramsauer-Townsend.
Não existia nenhuma boa explicação para o fenômeno até à introdução da mecânica quântica, o que explica que o efeito resulta da propriedade ondulatória do elétron. Um modelo simples da colisão que faz uso da teoria ondulatória pode prever a existência do mínimo de Ramsauer-Townsend. Bohm apresenta um destes modelo que considera o átomo como um poço de potencial finito.